# Wischhafen
Wischhafen (dolnoniem. Wischhoben) – gmina w Niemczech, w kraju związkowym Dolna Saksonia, w powiecie Stade, wchodzi w skład gminy zbiorowej Nordkehdingen.